# Pillole, capsule e supposte
Pillole, capsule e supposte è un'antologia dei migliori sketch televisivi che Carlo Verdone ha realizzato a partire dal 1978. Ritroviamo molti dei personaggi che Carlo Verdone interpretò ai suoi esordi mettendo in luce le sue doti mimiche e vocali.
Ci sono classici come "Telefonata notturna", "Il ritorno da Marte", "L'ultimo Garibaldino", e in più sei sketch completamente nuovi, e altri aggiornati e reinterpretati.
Vi sono inoltre filmati originali tratti da ricordi di famiglia.

## Nuovi personaggi
- Prof. Rostico: il professore d'italiano che spiega com'era Verdone a scuola e con i compagni, ma ha una voce rauca e parla talmente veloce, che solo alcune parole si capiscono.
- Lo stilista: un compagno di classe che parla bene dei suoi compagni e spiega anche qual è il suo sketch preferito.
- Maestra di piano: Adelaide De Marchiis è stata la maestra di pianoforte di Carlo Verdone, e spiega il motivo del perché dà lezioni di musica e non si è dedicata al canto.